# Claudine Rey
Pour les articles homonymes, voir Rey.
Claudine Rey, née le 14 octobre 1938 à Paris, est une communiste, féministe et syndicaliste française, active à Paris. Elle a aussi écrit sur les femmes dans la Commune de Paris.
Engagée au Parti communiste français dès sa vingtaine, Claudine Rey milite également à la Confédération générale du travail tout au long de sa carrière de salariée. Elle est membre de l'Union des jeunes filles de France puis de l'Union des femmes françaises, dont elle est permanente de 1973 à 1983. Elle siège durant les mêmes années au bureau fédéral du parti — sous son nom d'épouse Claudine Hensgen.
Durant les années 1980 et 1990, elle devient journaliste pour l'hebdomadaire communiste La Terre. Elle rejoint en 1994 l'association des amis de la Commune de Paris (1871), visant à la sauvegarde de la mémoire de l'insurrection du 18 mars 1871. Elle la copréside de 2007 à 2013, avec Jean-Louis Robert. Elle écrit pour le collectif, notamment le Petit dictionnaire des femmes de la Commune, premier dictionnaire biographique des femmes communardes publié en 2013 avec la co-écriture d'Annie Limoge-Gayat et Sylvie Pépino.

## Biographie
Claudine Louise Rey naît en 1938 dans le 13e arrondissement de Paris au sein d'une famille de quatre enfants. Son père, tôlier-chaudronnier travaillant à la Spie, est fait prisonnier durant la Seconde Guerre mondiale. Elle fait ses classes à l'école publique, aux cours complémentaire dispensés rue de Tolbiac puis au collège Sophie-Germain jusqu'à la première.

## Militantisme politique

### Premières années au Parti communiste
Claudine Rey devient employée de la Fédération de la mutualité sociale en 1956, travaillant au centre médical d'exploration fonctionnelle de la rue Saint-Victor du 5e arrondissement puis au centre médical Moulinet. La même année, elle s'engage à l'Union des jeunes filles de France, branche féminine de  la Fédération des jeunesses communistes . Elle prend sa carte au Parti communiste français en octobre 1958 et est dès l'année suivante secrétaire de la cellule HLM du quai de la Rapée (12e).
Elle se marie le 20 décembre 1958, avec Claude Émile Hensgen ; elle prend alors son nom. Ils auront trois enfants. La naissance de la deuxième en 1966 lui impose un congé parental. Lorsqu'elle reprend le travail salarié elle devient employée au Vin des Rochers. Elle crée la cellule dans l'entreprise et est élue au comité de section et plus tard est élue secrétaire de la section Bercy.

### Engagements syndicaliste, féministe et communiste
Claudine Rey, alors Hensgen, s'engage dans le syndicalisme en 1962, via la Confédération générale du travail (CGT). Elle travaille alors pour la Fédération de la Mutualité agricole en tant que statisticienne, rue de Charonne dans le 11e arrondissement. Elle y est élue déléguée syndicale et est détachée trois ans plus tard à la fédération CGT de l'agriculture.
Pendant dix ans, de 1973 à 1983, elle est permanente à l'Union des femmes françaises, une organisation féministe proche du PCF. Elle y est secrétaire départementale pour Paris, secrétaire nationale chargée de l'organisation et siège au bureau national. Avec Marie-Claude Vaillant-Couturier et Nicole Dreyfus notamment, elle est responsable de la commission des droits des femmes. Dans le même temps, elle est membre du comité fédéral parisien du PCF et de son bureau fédéral. En 1978, elle divorce de son mari et reprend le nom de Claudine Rey.
Après un congé parental de deux ans, Claudine Rey travaille en 1969 à l'institut de sondage Dorset puis l'année suivante à la Fédération des patronages laïques (les Francas). Elle y reste trois ans, puis, après son passage à l'Union des femmes françaises, travaille au comité d'entreprise de la RATP. Elle y est secrétaire de la cellule communiste et responsable cégétiste des employés jusqu'en 1986. Elle rejoint alors l'hebdomadaire paysan et communiste La Terre, où elle est journaliste pendant dix ans ; elle y rencontre Yves Lenoir (1935-2016), avec qui elle vit trente ans en union libre.
Elle quitte le Parti communiste français en mai 2000.

## Au sein des Amies et Amis de la Commune de Paris
Claudine Rey intègre en 1994 l'association des amis de la Commune de Paris (1871) (devenu Les Amies et Amis de la Commune de Paris 1871 en 2013), collectif promouvant la mémoire de la Commune de Paris, mouvement insurrectionnel établi dans la capitale de mars à mai 1871, à la sortie de la guerre franco-allemande de 1870. Son compagnon Yves Lenoir y est aussi un adhérent actif. Tour à tour, elle est responsable de la commission littérature, membre du conseil d'administration, secrétaire générale puis vice-présidente. En 2007, elle est élue présidente, et officie en même temps que l'historien Jean-Louis Robert, jusqu'en 2013. Elle devient ensuite présidente d'honneur.
Sous l'égide de l'association et en collaboration avec Annie Gayat et Sylvie Pepino, Claudine Rey publie en 2013 un Petit dictionnaire des femmes de la Commune aux éditions Le bruit des autres. Premier dictionnaire biographique féminin de communardes, il contient plus de huit cents notices, qui sont principalement issues des données de conseils de guerre conservés au service historique de la Défense, des archives de la préfecture de police de Paris, de témoignages et des souvenirs, ainsi que du Dictionnaire biographique, mouvement ouvrier, mouvement social, dit « Maitron ». Nombre de femmes citées ne sont connues que par leur engagement dans la Commune, avant qu'elles ne soient retombées dans l'anonymat sous la Troisième République, et l'on ne connaît donc pas leur vie postérieure à 1871, ni même leur date de décès ; ainsi le livre est sous-titré « Les oubliées de l'histoire ». Les noms issus de la Défense ou de la préfecture de police sont surtout ceux des arrêtées : de beaucoup d'entre elles on ne connaît que leur nom, leur lieu de détention et parfois une photographie.
Une version enrichie et corrigée du dictionnaire paraît en 2018, directement éditée par les Amies et Amis de la Commune.

## Publications

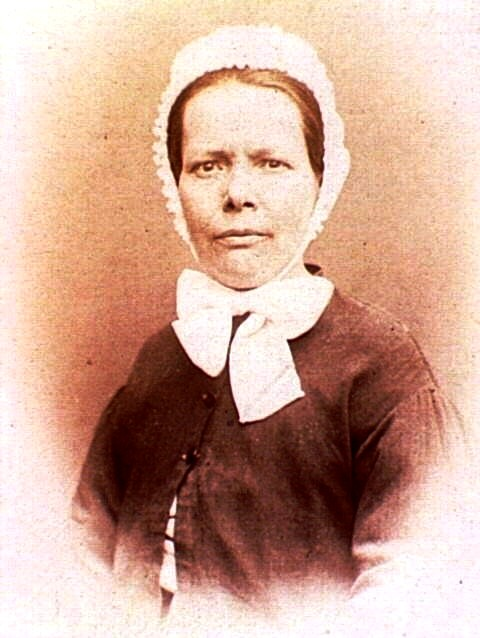
Parmi les communardes, Claudine Rey s'est intéressée à Nathalie Lemel, qui était aussi une militante internationaliste et féministe.

- co-écrit avec Annie Limoge-Gayat et Sylvie Pépino, Petit dictionnaire des femmes de la Commune de Paris, 1871 : Les Oubliées de l'histoire, Limoges, Le bruit des autres, 2013, 301 p. (ISBN 978-2-35652-085-2)Réédité en 2018 par Les Amies et Amis de la Commune de Paris 1871 à Paris, 301 p.  (ISBN 979-10-91008-07-5)[6].
- Nathalie Le Mel, relieuse et communarde : Conférence-débat, 5 février 2014 (préf. Roger Martelli), Paris, Institut CGT d'histoire sociale du livre parisien, 2014, 39 p. (lire en ligne)[7]
- Jean-Louis Robert (dir.), Le Paris de la Commune 1871, Belin éditeur, 2015, 191 p. (ISBN 978-2-7011-9555-1)Conférences faites au Petit Palais à Paris de mai à juin 2011, à l'occasion du cent-quarantième anniversaire de la Commune, sous l'égide du Comité d'histoire de la Ville de Paris. Claudine Rey est l'autrice du chapitre « Les femmes de la Commune »[8].
- co-écrit avec Annie Gayat et Sylvie Pépino, Répression de la Commune de Paris 1871 : Petit dictionnaire des enfants emprisonnés, Les Amies et Amis de la Commune de Paris 1871, 2024

Claudine Rey signe la préface de la bande dessinée Des graines sous la neige : Nathalie Lemel, communarde et visionnaire de Roland Michon et Laëtitia Rouxel, publiée en 2017 aux éditions Locus Solus.